# 詹純新
詹純新1955年4月—，出生於湖南常德。現任長沙中联重工科技发展股份有限公司(000157.SZ)(1157.HK)董事長兼首席執行官。曾是第十屆全國人大代表，以及中国共产党十六大、十七大代表之一。也就是湖南省高级人民法院原院长詹顺初兒子。

## 生平
畢業於西北工业大学航空发动机专业。在1992年委任長沙中联重工科技发展股份有限公司管理層前，先後委任建设部长沙建设机械研究院副院长、党委副书记，长沙建设机械研究院有限责任公司院长兼党委书记等所有職務。除此之外，還委任中联保路捷股份有限公司(英国)、湖南特力液压有限公司、湖南中宸钢品制造工程有限公司、中联重科（香港）控股有限公司、中联重科海外投资管理（香港）有限公司、中联重科国际贸易（香港）有限公司、中联重科租赁（香港）有限公司董事长一職。2018年1月，当选第十三届全国政协委员。
至於公職方面，則包括中国企业家协会副会长，中国企业联合会副会长等職務。值得一提是由於擁有航空发动机专业經驗，故此對重型機械有所認識，包括收購CIFA、英國保路捷等外國企業。

## 相關連結
- 聚焦詹纯新：中联重科的“中国智造”之路 騰訊財經 （页面存档备份，存于）
- 詹纯新：为中国争地位 金融界 （页面存档备份，存于）
- 中联重科：詹纯新布局十年后的未来宏图 南方企业家杂志
- 詹纯新：布局十年后的未来 紅網[永久]